# 澳大利亚社会福利联络中心
澳大利亚社会福利联络中心（英文：Centrelink，在澳大利亞華人社区中亦被称为澳大利亚福利署或澳大利亚服务部），是负责实施澳大利亚福利计划（Centrelink Program）的政府部门，现時隶属於澳大利亚民政服务部（Services Australia）。该福利计划是民政服务部管理的三个主要计划之一，另外为澳大利亚国民健保（Medicare Australia）和儿童支持服务（Child Support）。该福利计划旨在发放一系列针对退休人士、失业人士、家庭、监护人、父母、残障人士、澳大利亚原住民，以及来自不同文化和语言背景的移民提供福利金和服务，同时对於經歷了重大变故的人提供福利。

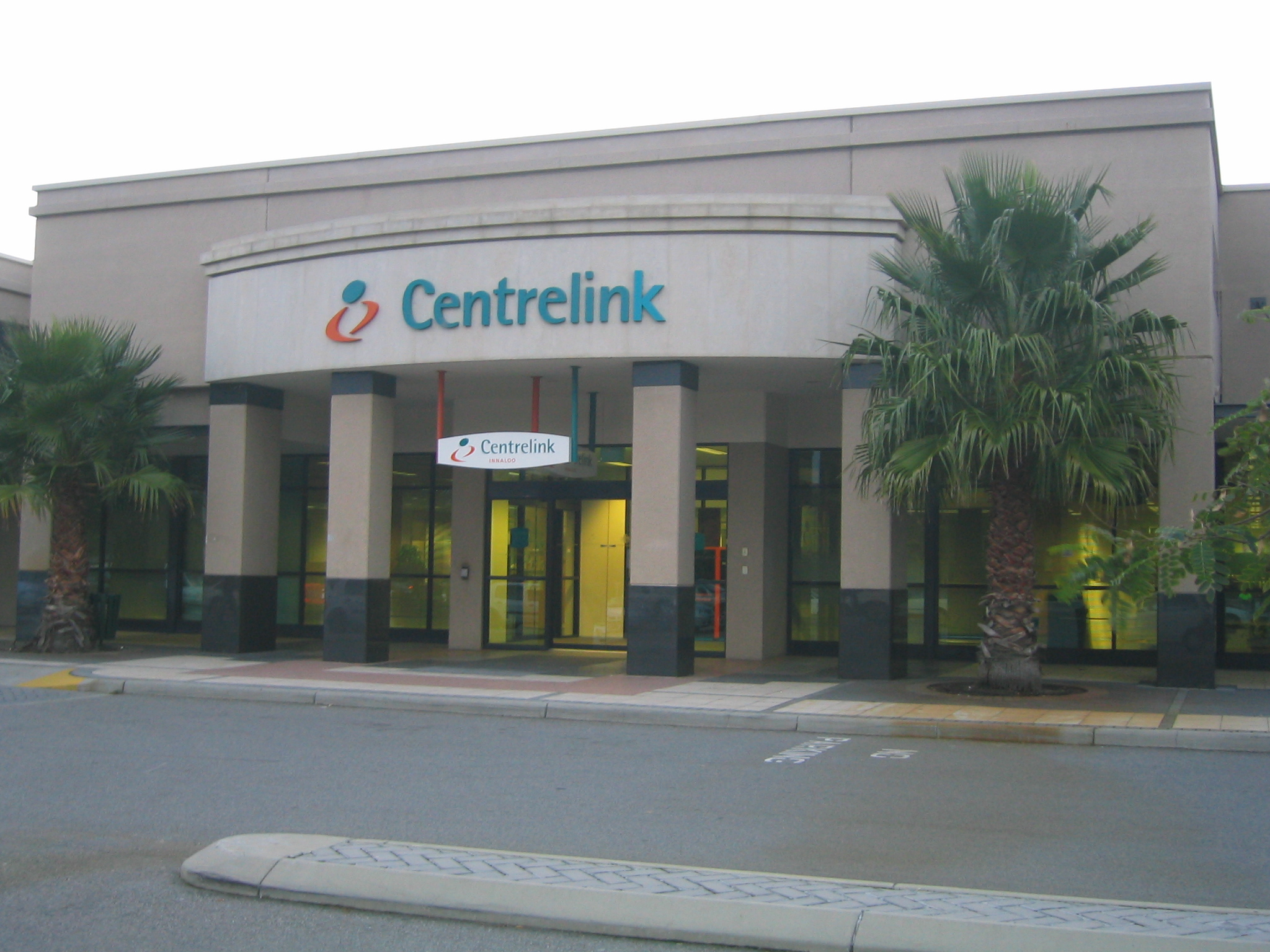
位於西澳大利亚州Innaloo的福利署办公室

## 历史和运营
澳大利亚福利署最开始为於1997年早期设立的社会安全部辖下政府部门及命名为联邦服务分放局（非官方译名，英文：Commonwealth Services Delivery Agency）。根据1997年联邦服务分放法案（Commonwealth Services Delivery Agency Act 1997），Centrelink此商标于1997年后半年起效。福利署的办公室遍布全国各地以管理针对所需人士的福利金服务。
2011年7月1日，根据2011年人力服务法案（Human Services Act 2011），福利署和澳大利亚国民健保一同并入民政服务部，同时福利署仍然保留Centrelink名称和相应福利计划。
福利署经营着澳大利亚最大且运行量最高OLTP数据库系统之一，也是204型在澳大利亚最大的用户之一。